# Antonio García Maceira
Antonio García Maceira (Vivero, 1844-Salamanca, 1923) fue un ingeniero forestal y naturalista español.

## Biografía
Nacido en 1844 en la localidad lucense de Vivero, fue iniciador en España de los estudios de entomología y extinción de plagas forestales. Contrario al darwinismo, fue autor de folletos como Estudio de la invasión en los montes de la provincia de Salamanca, del insecto llamado vulgarmente Lagarta (dos partes; 1885 y 1887); Estudio de la invasión del insecto llamado vulgarmente Brugo en los robledales y encinares de las provincias de Salamanca y Zamora (1895), e Insectos dañosos al alcornoque en Extremadura y Castilla la Vieja (1902).
Publicó además otras obras sobre temas diversos como La Agricultura salmantina; sus males y remedios (Salamanca, 1871), La caña de azúcar (Madrid, 1875), Apuntes y noticias sobre la Agricultura de los árabes españoles (Salamanca, 1876), Beneficio de las aves insectívoras (Madrid, 1682), Leyendas salmantinas (Salamanca, 1887), Los monjes y el suelo patrio (Salamanca, 1893), Exposición y examen del darvinismo (Salamanca, 1897), Estudio biográfico-critico de Arias Montano (Madrid, 1900), Estudios retrospectivos: la labranza castellana y la poesía regional salmantina (Salamanca, 1910) y Cancionero de Santa Teresa (Madrid, 1912). También publicó artículos en la prensa periódica. Falleció en Salamanca en 1923.